# Železniční trať Vinkovci–Vukovar

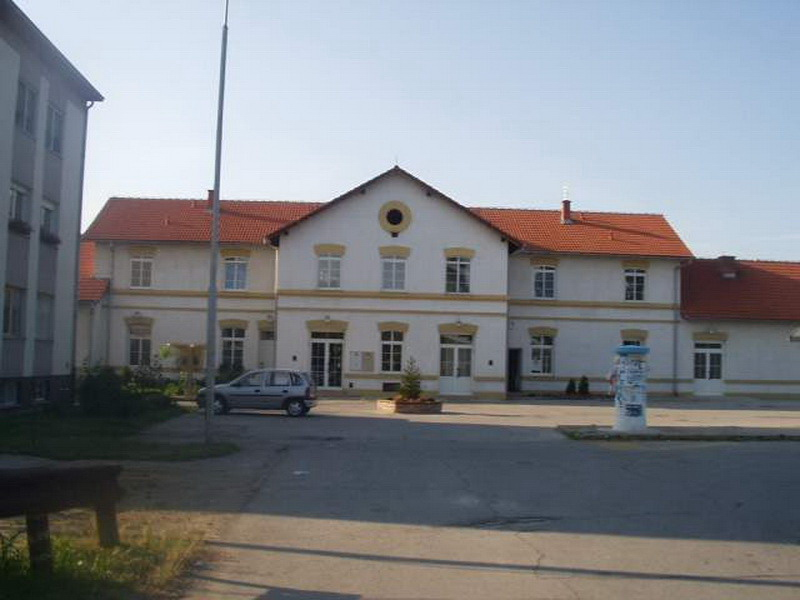
Nádraží v obci Borovo Naselje

Železniční trať Vinkovci–Vukovar (chorvatsky Željeznička pruga Vinkovci–Vukovar) se nachází na východě Chorvatska. Spojuje obě dvě města. Jednokolejná neelektrizovaná trať je dlouhá 18,7 km. Zajišťuje napojení chorvatské železniční sítě na přístav ve Vukovaru na řece Dunaji. V chorvatské železniční síti je značena číslem 47. 
Součástí trati je i odbočka do vesnice Dalj, která je však mimo provoz.[zdroj?]

## Historie
Trať byla budována v úseku Dalj-Slavonski Brod a v celkové délce 99,5 km. Výstavba trvala pouhých 80 dní a první vlak na trať vyjel 15. srpna 1878. Trať sloužila především pro nákladní dopravu (dopravu dřeva) z výše položených oblastí Chorvatska dále na západ. Pomohla růstu některých sídel na své trase (kromě Vukovaru a Vinkovců např. po dokončení trati začali přicházet noví osadníci i do obce Nuštar). V současné době je trať z Vinkovců do Slavonského Brodu považována za součást trati Bělehrad–Záhřeb, která patřila v dobách existence SFRJ k hlavním tratím na území státu. V 80. letech 20. století měla trať význam především v oblasti nákladní dopravy a nádraží ve Vukovaru nesloužilo již pro odbavování cestujících.
Infrastruktura trati byla těžce poškozena během Chorvatské války za nezávislost. Během ní přes trať procházela hranice mezi územím ovládaným vládou v Záhřebu a separatistickou Republikou Srbská Krajina. 
V roce 2017 byl připraven projekt modernizace a elektrizace trati, který by byl financován ze zdrojů Evropské unie. Mělo se jednat celkem o 18,7 km trati; maximální rychlost má dosáhnout 120 km/h. Projekt měl být původně realizován již v roce 2016; 85 % měla financovat Evropská unie a 15 % celkové částky Chorvatsko.

## Stanice
- Vinkovci
- Nuštar
- Bršadin
- Bršadin-Lipovača
- Vukovar-Borovo Naselje
- Vukovar